# Svätoplukovo
Svätoplukovo es un municipio del distrito de Nitra en la región de Nitra, Eslovaquia, con una población estimada a final del año 2024 de 1469 habitantes.
Se encuentra ubicado en el centro-oeste de la región, en el valle del río Nitra (cuenca hidrográfica del Danubio) y cerca de la frontera con la región de Trnava.

## Demografía
| Año        | 1994 | 2004    | 2014    | 2024     |
| ---------- | ---- | ------- | ------- | -------- |
| Población  | 1275 | 1308    | 1331    | 1469     |
| Diferencia |      | +2,58 % | +1,75 % | +10,36 % |

| Año        | 2023 | 2024    |
| ---------- | ---- | ------- |
| Población  | 1473 | 1469    |
| Diferencia |      | −0,27 % |